# Осікоті но Міцуне
Осікоті но Міцуне (*凡河内 躬恒, бл. 859 — бл. 925) — середньовічний японський поет періоду Хейан. Один з «36 видатних поетів Японії».

## Життєпис
Походив із провінційної знаті. Служив камі (губернатором) провінцій Кай (894—896 роках), Тамба (907—909 роках), Ідзумі (з 911 року) і Авадзі (921—922 роки). У 907 році супроводжував імператора Уда в подорожі до річки Ой (неподалік від столиці Хейан-кьо), під враженням якого складав вірші разом з іншими відомими поетами, які супроводжували імператора в цій поїздці.
Після повернення до Хейан-кьо брав участь у складанні імператорської поетичної антології «Кокін вака-сю» під керівництвом Кі-но Цураюкі.

## Творчість
Мав значний творчий доробок — у офіційні антології включено його 193 вірші-вака. Включення його вака в відому антологію Хякунін-іссю (№ 29) ще більше зміцнило його популярність.